# Simulium travisi
Simulium travisi es una especie de insecto del género Simulium, familia Simuliidae, orden Diptera.

## Distribución
Se distribuye por Costa Rica.

## Taxonomía
Fue descrita científicamente por Vargas, Vargas & Ramirez-Perez, 1993.